# Glypta impressa
Glypta impressa är en stekelart som beskrevs av Davis 1898. Glypta impressa ingår i släktet Glypta och familjen brokparasitsteklar. Inga underarter finns listade i Catalogue of Life.